# Erika Chambers
Erika Chambers (...) è lo pseudonimo dell'agente del Mossad, che il 22 gennaio 1979 uccise Ali Hasan Salama, leader del Settembre Nero e ideatore del massacro di Monaco.

## Storia
Durante le Olimpiadi estive del 1972 a Monaco di Baviera, otto membri del gruppo terroristico Settembre Nero presero in ostaggio 11 membri della squadra olimpica israeliana, uccidendoli in seguito. In risposta a questo evento, Israele organizzò l'assassinio di coloro che furono sospettati di aver pianificato l'operazione. Ali Hasan Salama, leader di Settembre Nero e presunto ideatore del massacro di Monaco di Baviera, fu uno degli obiettivi e venne infine  assassinato a Beirut il 22 gennaio 1979.
Dopo aver provato a uccidere Salama per cinque volte, il Mossad capì di dover usare un approccio diverso. Per sei settimane, da ottobre 1978, seguirono Salama, notando che trascorreva quasi tutti i pomeriggi con la moglie, Georgina Rizk, Miss Universo 1971, nel suo appartamento a Snoubra, nella zona ovest di Beirut, oppure trascorreva il tempo in palestra e in una sauna. Dopo la pianificazione di un attentato in sauna, il piano fu abbandonato a causa di un probabile numero eccessivo di vittime civili che avrebbe provocato.
Nel novembre del 1978, la cittadina britannica Erika Mary Chambers, lavoratrice per una organizzazione benefica che soccorreva i rifugiati palestinesi arrivò a Beirut. Si ritiene oggi che diversi altri agenti del Mossad arrivarono a Beirut in quel periodo, fra i quali due che utilizzavano gli pseudonimi di Peter Scriver e Roland Kolberge e che viaggiavano rispettivamente con passaporti inglese e canadese.
Erika Chambers, nota come agente Penelope dal Mossad, risultava avesse una laurea presso l'Università di Southampton. Visse i primi trent'anni nel Regno Unito, unendosi ad una organizzazione benefica che soccorreva i rifugiati palestinesi in Libano e, a seguito di questo, fu invitata a Beirut.
Gli agenti del Mossad notarono che Salama percorreva spesso Beka Street uscendo dal suo appartamento nelle vicinanze. Il 10 gennaio 1979, Chambers affittò un appartamento all'ottavo piano dell'edificio Anis Assaf pagando 3.500 sterline libanesi. La Chambers veniva vista come eccentrica dagli inquilini del suo condominio e passava il suo tempo occupandosi di gatti randagi e dipingendo scene di strada dal balcone del suo appartamento, che si affacciava su Beka Street e Rue Verdun.
Una volta stabilitasi e lavorando con un ente di beneficenza palestinese denominato "The House of Steadfastness of the children of Telsata", progettò un incontro con Salama. Dopo averla presa in simpatia, Salama la fece partecipare a diversi eventi che le fecero imparare la sua dettagliata routine quotidiana.
Il 22 gennaio del 1979, Salama era in viaggio su un convoglio composto da due Chevrolet station wagon e viaggiava dall'appartamento della moglie  a quello della madre per una festa di compleanno. La Chambers stava dipingendo sul balcone, con la sua Volkswagen di colore rosso parcheggiata in strada su Rue Verdun. Quando il convoglio di Salama passò di fianco alla Volkswagen in Rue Verdun, girando verso Rue Madame Curie alle 03:35, Chambers o un altro agente del Mossad avvertito da lei, fece esplodere un ordigno composto da 100 kg di esplosivo che era stato attaccato alla macchina da un terzo agente.
Salama non morì immediatamente ma fu ferito mortalmente, avendo una grossa scheggia di metallo in testa. Fu ricoverato all'ospedale della American University, dove morì sul tavolo operatorio alle 04:03. Altre otto persone rimasero uccise nell'esplosione, comprese quattro guardie del corpo e quattro passanti, fra i quali una suora tedesca ed una segretaria inglese di nome Susan Wareham. Altre 18 persone rimasero ferite.
L'esplosione scosse Beirut, e fu vista anche da Mike Harari, un agente del Mossad da una barca al largo della costa. Immediatamente dopo l'operazione i tre ufficiali del Mossad si diedero alla fuga senza lasciare traccia, come fecero altri 14 altri agenti che si ritiene siano stati coinvolti nell'operazione.
Salama fu sepolto di fronte a una folla di 100.000 persone in lutto nel Cimitero dei martiri di Beirut. .